# بول إي كولي
بول إي كولي (بالإنجليزية: Paul E Cooley)‏ (1970، هيوستن في الولايات المتحدة)؛ روائي أمريكي.